# Puerto Carrillo
Puerto Carrillo es el tercer distrito del cantón de Hojancha, en la provincia de Guanacaste, de Costa Rica.

## Historia
Puerto Carrillo fue creado el 23 de julio de 1999 por medio de Decreto Ejecutivo 28027-G. Segregado de Hojancha.

## Ubicación
Es un distrito costero ubicado en la costa pacífica de Costa Rica. Se encuentra a unos 5 km del distrito Sámara.

## Geografía
Puerto Carrillo cuenta con un área de 76,87 km² y una altitud media de 40 m s. n. m.

## Demografía
Para el año 2022, Puerto Carrillo cuenta con una población estimada de 1764 habitantes, y para el último censo efectuado, en 2011, Puerto Carrillo contaba con una población de 1574 habitantes.

## Localidades
- Poblados: Angostura, Arbolito, Cuesta Malanoche, Estrada, Jobo, Lajas, Quebrada Bonita (parte), San Miguel, Santa María.

## Economía
El lugar es considerado como un destino turístico a nivel nacional e internacional y cuenta con distintos hoteles, restaurantes y bares, así como con compañías de tours, buceo, pesca, autos rentados y otros.

## Transporte

### Aeropuertos
En Puerto Carrillo se encuentra una pista de aterrizaje conocida como Aeropuerto Playa Carrillo (IATA: RIK, ICAO: MRCR) hecha de lastre, a la que arriban pequeños aviones comerciales 

### Carreteras
Al distrito lo atraviesan las siguientes rutas nacionales de carretera:
- Ruta nacional 158
- Ruta nacional 160
- Ruta nacional 901

### Marítimo
En su costa se encuentra un puerto para yates pequeños.